# Nabijheidspunt
Het nabijheidspunt of punctum proximum van het menselijk oog is het dichtstbijgelegen punt op de oogas waar men zonder bril langdurig en zonder moeite nog scherp kan zien.
De ligging van het punt kan men eenvoudig schatten door bijvoorbeeld een krantenartikel tegen een goed verlichte muur of deur te hangen en er van een afstand langzaam naartoe te lopen. Wanneer men de tekst nog net zonder moeite scherp kan lezen, ligt het nabijheidspunt in het vlak van de muur.
Voor normale ogen ligt dit punt niet verder weg dan circa 30 cm. Bij jonge mensen kan het nog dichterbij liggen, bij kinderen zelfs rond de 10 cm of nog minder.
Met stijgende leeftijd komt het nabijheidspunt steeds verder weg te liggen, doordat de ooglens vergroot en minder goed kan accommoderen. Men moet teksten dan erg ver van zich af houden. Rond de 60 à 65 jaar ligt het nabijheidspunt op oneindig; de ooglens accommodeert dan helemaal niet meer. Dit verschijnsel heet ouderdomsverziendheid, oudziendheid of  presbyopie (zie variant P in nevenstaande arfbeelding). Een leesbril corrigeert dit.